# Metapenaeopsis goodei
Metapenaeopsis goodei är en kräftdjursart som först beskrevs av Sidney Irving Smith 1885.  Metapenaeopsis goodei ingår i släktet Metapenaeopsis och familjen Penaeidae. Inga underarter finns listade i Catalogue of Life.